# SN 1995M
SN 1995M – supernowa typu Ia odkryta 22 kwietnia 1995 roku w galaktyce A093841-1220. W momencie odkrycia miała maksymalną jasność 18,50m.